# 麥克福爾 (密蘇里州)
麥克福爾（英語：McFall）是位於美國密蘇里州金特里縣的城市。

## 人口
根據2020年美國人口普查的數據，麥克福爾的面積為0.80平方千米，皆為陸地。當地共有人口119人，而人口密度為每平方千米149人。